# Dimítrios Papadimitríou
Dimítrios Papadimitríou (en grec moderne : Δημήτριος Παπαδημητρίου) est un homme politique grec. Il est ministre de l'Économie, du Développement et du Tourisme du 4 novembre 2016 au 27 février 2018.

## Biographie
Nommé ministre de l'Économie, du Développement et du Tourisme le 4 novembre 2016, il se voit contraint de démissionner le 27 février 2018 à la suite d'un scandale qui touche sa femme, Ouranía Antonopoúlou. Cette dernière, ministre adjointe au Travail, à la Sécurité sociale et à la Solidarité sociale, avait touché une aide au logement de 23 000 €, certes légale mais jugée indécente dans un contexte de profonde crise économique.